# 海因岑贝格

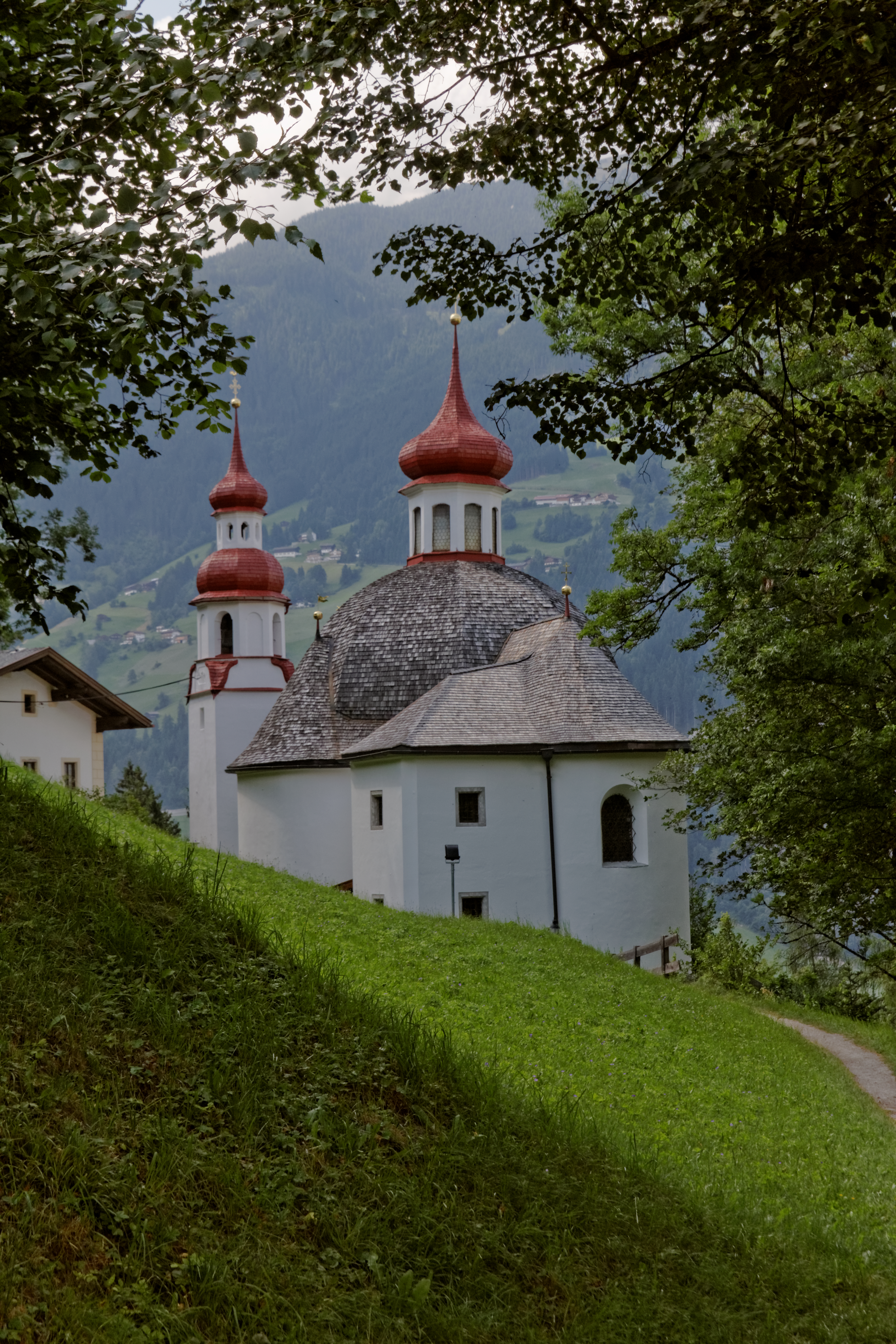
Maria Rast

海因岑贝格是奥地利蒂罗尔州施瓦茨县的一个市镇。总面积21.5平方公里，总人口660人，人口密度30.7人/平方公里（2005年）。